# Personne morale (Suisse)
Pour la notion en général, voir Personne morale.
Les personnes morales de droit suisse relèvent soit du droit public soit du droit privé. On distingue également celles qui regroupent des personnes et celles qui regroupent des biens : les groupements de personnes - physiques ou morales - dotés de la personnalité juridique sont appelées corporations, tandis que les groupements de biens dépourvus de « membres » (personnes physiques ou morales) sont appelés établissements.

## Droit public
Les personnes morales de droit public sont des corporations ou des établissements régis par le droit public cantonal ou fédéral et qui ont part à la souveraineté de l'État.

### Corporations
- la Confédération
- les cantons
- les communes, y compris les bourgeoisies, les paroisses et autres communes spéciales
- les sociétés anonymes de droit public (les CFF, Swisscom, certaines banques cantonales, comme celle de Genève). Elles sont souvent régies par une loi spéciale dérogeant au Code des obligations, mais peuvent aussi être partiellement en mains privées.
- les « associations de droit public », comme les organisations de représentation étudiante, dont la base légale se trouve dans les lois universitaires cantonales, ou encore par exemple l'Institut national genevois.

### Établissements
- Fondations de droit public (exemples)
  - Retraites populaires, deux fondations : pour la LPP[2] et la LPP Complémentaire[3]
  - Etc.
- Autres établissements (exemples)
  - La Poste
  - Retraites populaires, une entreprise de droit public[4] du Canton de Vaud
  - Services industriels de Genève
  - Etc.

## Droit privé
Les personnes morales de droit privé sont des corporations ou des établissements dont la constitution et le fonctionnement sont régis par le droit privé, qui relève de la compétence de la Confédération.
Le droit privé des sociétés est régi par le principe du numerus clausus des personnes morales. Cela signifie qu'elles sont énumérées de manière exhaustive dans la loi, contrairement aux contrats. Autrement dit, aucune personne morale ne peut être créée en dehors des catégories prévues par la loi.

### Corporations
- l’association (articles 60 et suivants du Code civil suisse) : dès lors qu'elle est dotée de statuts respectant les exigences légales et qu'elle poursuit un but non économique (ou plus exactement devrait-on dire non lucratif), l'association acquiert de plein droit la personnalité morale sans autre formalité.
- la (société) coopérative : elle défend les intérêts économiques de tous ses membres sans chercher à dégager un bénéfice et est organisée démocratiquement, chacun de ses membres ayant un droit de vote égal quel que soit le nombre des parts sociales. Outre les coopératives de production (par exemple agricoles), les coopératives de distribution alimentaire (Migros et Coop sont les leaders du marché) et d'habitation (forme de copropriété) sont très répandues. La banque Raiffeisen et certaines Caisses d'Epargne sont également organisées sous forme de coopératives locales.
- la société anonyme (SA)
- la société à responsabilité limitée (Sàrl)
- la société en nom collectif
- la société en commandite
- la société en commandite par actions

### Établissements
Il n'en existe qu'un seul type en droit suisse : les fondations (de droit privé, articles 80 et suivants du Code civil suisse). L'organe suprême est le Conseil de fondation dont les membres sont cooptés. Une fois la fondation créée, elle échappe à tout contrôle de son fondateur ; seule l'autorité de surveillance étatique peut dissoudre une fondation si son but est devenu illicite ou impossible. Les fondations de famille et les institutions de prévoyance professionnelle disposent de statuts particuliers.